# Bitva o Monte Cassino

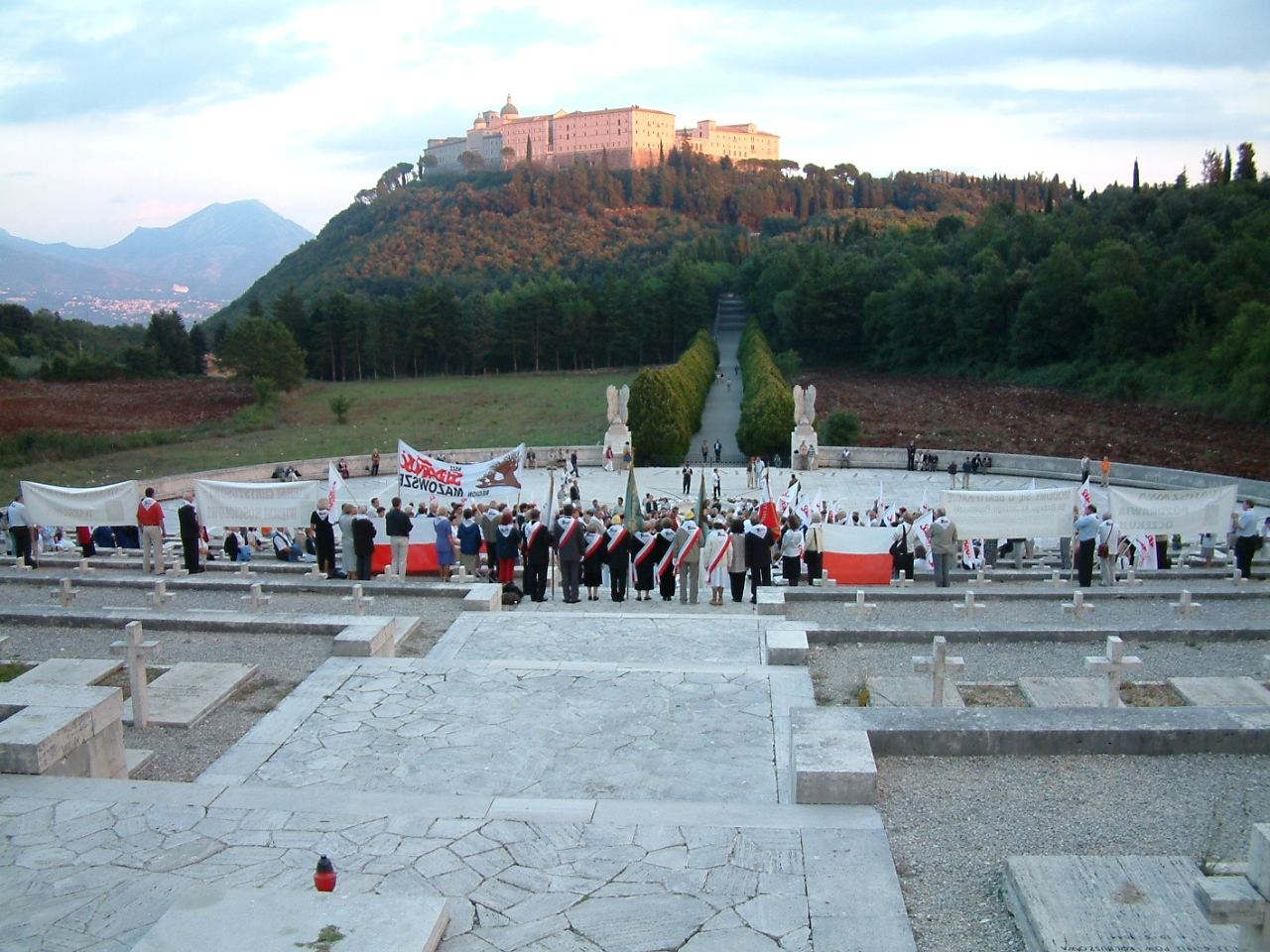
Polský vojenský hřbitov v blízkosti kláštera Montecassino (Itálie)

Bitva o Monte Cassino (též zvaná Bitva o Řím či Bitva o Cassino) byla jedna z nejdelších a nejtěžších bitev druhé světové války, s těžkými ztrátami obou bojujících stran. Cílem Spojenců bylo prolomit tzv. Gustavovu linii a dobýt Řím.

## Předcházející události
Související informace naleznete v článku Vylodění v Itálii a Italské tažení.
Poté, co 25. července 1943 padl fašistický Mussoliniho režim v Itálii a vládu v zemi převzal maršál Badoglia, který připravoval odevzdání země Spojencům, se 3. září 1943 Britové pod velením generála Bernarda Montgomeryho vylodili na evropské straně Messinského průlivu a dobyli Reggio di Calabria. Wehrmacht jim však zablokoval cestu a spojenci tak postupovali velice pomalu. Zlom přišel 8. září, kdy italský režim kapituloval a 9. září se Američané s těžkými ztrátami vylodili u Salerna, které o dva dny později dobyli. 9. září proběhlo též britské vylodění v Tarantu. V prvních dnech Spojenci dokázali italskou kapitulaci využít, Němci ji však předem očekávali a předem naplánovali operaci Achse, tedy bleskové odzbrojení a obsazení Itálie.
Spojencům se i přes brilantní německou akci podařilo 19. září obsadit Neapol, 27. září Foggiu a 12. října i přes problémy s logistikou překročili řeku Volturno. V době, kdy Spojenci řešili logistické problémy a nevhodné počasí, tak polní maršál Albert Kesselring, velitel německé skupiny armád C, připravoval Gustavovu obrannou linii na řekách Sangro a Garigliano. Na pracích se podílela např. slovenská 2. pěší divize, po dezercích na východní frontě změněná na Technickou divizi a převelená do Itálie. Kesselring mezitím získal i velení skupiny armád B, která do té doby patřila Erwinu Rommelovi, jenž navrhoval stáhnout se za Řím a zde Spojence zastavit. Ten poté odjel do Francie, aby zde bránil plánovanému spojeneckému vylodění.
Aby Kesselring získal ženistům čas na vybudování opevnění, svedl s Anglo-Američany nejdříve bitvu u Neapole, poté zřídil menší linii na řece Volturno. Ta když byla proražena, tak již za ní stála další zábrana – Barbařina linie. Ani ta však nebyla uzpůsobena pro dlouhodobý boj a v prosinci byla proto kolem Cassina, nejslabšího místa Gustavovy linie, vybudována poslední zábrana, Bernhardtova linie, která na přelomu let 1943 a 1944 Spojence zdržela o dalších šest týdnů a vytvořila tím podmínky pro vznik „italského Verdunu“.

## Boje

### První bitva o Monte Cassino
17. ledna odpoledne zahájil britský X. sbor útok na levém křídle dělostřeleckou palbou, ve 21 hodin byl zahájen útok přes řeku Garigliano, kde se britská 56. pěší divize utkala s německou 94. pěší divizí. Britové dobyli Castelforte přes odpor německých tanků. Jeden skotský prapor se mezitím neúspěšně pokusil o obojživelný výsadek na pobřeží Tyrhénského moře. Celkově ale první den skončil drtivým vítězstvím spojenců, 5. pěší divize ohrožovala německý bok a velitel XIV. tankového sboru Fridolin von Senger und Etterlin musel hroutící se 94. pěší divizi poslat na pomoc jeden pluk ze sousední 15. divize tankových granátníků (TG). 18. ledna mu však Kesselring poslal ze zálohy dvě divize TG, které dorazily o dva dny později a zaútočily ve chvíli, kdy se Britové přeskupovali, díky čemuž získali zpět Castelforte. Němci rovněž odrazili britskou 46. pěší divizi. 

#### Bitva o Rapido
20. ledna zahájili zároveň útok Američané z 36. pěší divize pod velením Freda Walkera, proti Sant Angelu a německé 15. divizi. Američanům dělaly problémy nevhodné čluny, které využívali pro přepravu přes řeku Rapido a nešlo s nimi manévrovat. 143. pěší pluk se uchytil na druhém břehu a ženisté postavili lávku, kterou však německé dělostřelectvo zničilo. Z 141. pěšího pluku přežilo dvoudenní masakr pouhých 40 vojáků. Z celé 36. pěší divize zahynulo 2000 mužů bez výsledku (osminásobek německých ztrát).
22. ledna začala výsadková operace u Anzia a velitel americké 5. armády Mark Clark jí chtěl podpořit dalšími útoky na Gustavově linii. 24. ledna zahájil Francouzský expediční sbor útok proti kopcům Monte Cifalco a Monte Belvedere, nedostalo se mu však posil a německá 5. horská a 44. pěší divize jeho ofenzívu zastavily 31. ledna. 25. ledna také zaútočila americká 34. pěší divize severně od Cassina, přičemž se dostali téměř k údolí řeky Liri, kudy vedla dálnice 6 spojující Řím a Neapol. Němci však opět rychle zareagovali a přesunuli na ohrožený úsek fronty 90. divizi TG, zároveň na místo dorazili elitní padákoví myslivci a Kesselring nakonec 11. února Spojence porazil.

### Druhá bitva o Monte Cassino
15. února v 9:45 ráno nalétlo na Montecassinský klášter 142 letadel B-17, dílo zkázy poté dokonala druhá vlna náletu, která se skládala z 40 B-26 Marauder a 47 B-25 Mitchell. Současně byl klášter ostřelován dělostřelectvem. Zahynulo zde 125 ukrývajících se civilistů, ale ani jediný Němec. Zničen byl kostel s freskami a varhany, zbortily se zdi, křížové chodby, na nádvoří vznikl kráter. Nálet Spojencům způsobil více škody než užitku, jelikož Němci poté trosky využili jako pevnost, kvůli špatné informaci ho nedokázali využít a do útoku šla jen jedna rota, která byla z poloviny zničena.
17. února začala operace Avenger, kterou vedl II. novozélandský sbor. Němcům se však předtím podařilo dobýt některé startovní pozice pro útok v místě Indické čtvrté divize, která byla díky tomu snadno odražena. Po fiasku útoku pěti praporů se Spojenci druhý den pokusili neúspěšně zaútočit jen s třemi prapory, kvůli neúspěchům Indické čtvrté divize byli poté odraženi i Novozélanďané. Německé rozvědce se také podařilo zjistit, že britské jednotky se stáhnou ze svých pozic, pokud uvidí smluvené znamení amerických jednotek, tři zelené světlice. Němci tyto světlice odpálili a Britové opustili své těžce vybojované pozice.
V noci z 17. na 18. února zahájili Novozélanďané jiný útok na levém křídle, který vedl 28. maorský prapor. Překročili řeku Rapido, dobyli nádraží i malý pahorek vhodný pro obranu. Němci však zaplavili údolí řeky a navezli na cestu překážky, díky čemuž se ženistům nepovedlo postavit most ani odstranit trosky. Ráno jakmile vítr rozehnal kouřovou clonu, tak německé dělostřelectvo začalo opět masakrovat spojenecké vojáky. Když v odpoledne Němci nasadili do boje několik tanků, bitva byla rozhodnutá. Maoři byli zatlačeni do původních pozic. Novozélanďané měli vysoké ztráty, ani Němci však nevyvázli nepoškození a neměli dostatečné zálohy. Přesto se jim však podařilo bránit ještě rovné tři měsíce.

### Třetí bitva o Monte Cassino
Měsíc po druhé bitvě panoval na frontě klid, ovšem ostřelování a bombardování pokračovalo. Vojáky trápilo špatné počasí. V noci z 19. na 20. února se spojencům podařilo zajmout šedesát německých vojáků ze 71. pěší divize bez výstřelu, jinak probíhaly zejména ženijní práce: Němci se opevňovali, Spojenci odstraňovali překážky pro pohyb tanků. Němcům přišly další posily v podobě výsadkářů, což Kesselringovi umožnilo stáhnout 90. divizi TG do zálohy.
V březnu se počasí lepšilo a Spojenci proto naplánovali operaci Dickens, která 15. března začala rozsáhlým bombardováním Cassina. Z tří set myslivců ve městě zahynulo 160 a z pěti samohybných děl zůstalo bojeschopné jen jedno. Sedmá rota disponovala jen 7 muži, pátá a osmá 20–30. Šesté rotě se podařilo zachránit v jeskyni. Po náletu následovalo rozsáhlé dělostřelecké bombardování a zdálo se, že tentokrát již je obrana prolomena.
Zpočátku doopravdy Novozélanďané postupovali bez odporu, poté však tanky nedokázaly projet hromadami trosek a také přeživší obránci se pomalu dostávali ke slovu. Spojenci nedokázali dobýt hotel Continental, v jehož přízemí se nacházelo funkční samohybné dělo, které bylo stále schopné spolu s dalšími ostřelovači držet Spojence na místě. Bitva nyní skutečně připomínala zrůdnosti Stalingradu, například jeden novozélandský sanitář byl při výkonu práce zabit německým ostřelovačem. Novozélanďanům se sice na pravém křídle podařilo obsadit Hradní vrch, když je však šli vystřídat Indové, tak utrpěli vysoké ztráty. V dalších dnech do města přišly německé posily a Novozélanďanům se ho již nepodařilo dobýt. Ani pokus Indů o útok proti kopcům nad městem nebyl úspěšný.
Parašutisté sice neměli dostatečnou dělostřeleckou podporu, ale pořád se odmítali vzdát. 3. parašutistický pluk dokázal skvěle koordinovat palbu ze svých mála děl s bateriemi okolních divizí. 36 hodin po náletu se však podařilo spojeneckým ženistům zprůjezdnit cesty pro tanky, poslední samohybka v Continentalu a přeživší myslivci je ale pořád dokázali udržet. 17. března se ale jednomu indickému praporu podařilo dobýt i přes špatnou situaci se zásobováním Šibeniční vrch a spojenecké tanky dobyly nádraží a odrazili německý protiútok.
19. března se němečtí parašutisté marně pokusili zaútočit na dvě roty nepálských Gurkhů, držících Hradní vrch. Považovali je poté za tak rozbité, že již nebudou schopné se zapojit do bitvy, což se ukázalo jako fatální chyba. Německý velitel major Franz Grassmehl na kulometnou palbu 1. praporu Sussexského regimentu, zatímco mu do zad vpadli přeskupení Gurkhové. Přišel o 150 mužů, dokázal však spojencům způsobit vyšší ztráty, což přispělo k úspěchu obrany.
Novozélandský velitel generálporučík Freyberg za pomoci části britské 78. pěší divize 20. března zaskočil Němce 40 tanky krytou cestou ke klášteru. Padákoví myslivci ale i tentokrát rychle zareagovali a protiútokem zastavili podpůrnou pěchotu. Tanky mezitím musely na konci cesty překonat několik překážek, přičemž se staly jednoduchým cílem protitankových zbraní. Třetí bitva trvala ještě do 23. března, pokračovala však už jenom neúspěšnými útoky obou stran. Druhý den Indové vyklidili Šibeniční vrch, který dále namohli udržet.

### Čtvrtá bitva o Monte Cassino
Po neúspěchu ve třetí bitvě se Spojenci rozhodli pro dlouhou přestávku, přičemž naplánovali novou operaci Diadém. Clarkova 5. armáda se spolu s americkým II. sborem přesunula k dolnímu toku Garigliana, odkud měla zaútočit přes pohoří Aurunci do údolí řeky Liri, kudy vedla dálnice Řím–Neapol. Současně chtěli zaútočit z anzijského předmostí. Akce byla zahájena 11. května odpoledne polskými dobrovolníky. Týden zde trvaly boje s těžkými ztrátami na obou stranách, stále se však nedařilo prorazit.
Francouzský sbor se ale probíjí přes pohoří Aurunci a druhý den dobývá Monte Faito. Německé 94. divizi tentokrát nestihly přijít posily. 13. května Francouzi stáli u Liri a zapojil se i britský XIII. a kanadský I. sbor. Němci stále kladli velmi silný odpor a Spojencům působili veliké ztráty, tlačilo se na ně však ze všech stran a 17. května dostala 1. divize padákových myslivců povel stáhnout se. V jedné rotě již zůstali pouze tři muži. 2. polský sbor, čítající 50 000 mužů pod velením Władysława Anderse, postupoval kryt dělostřeleckou palbou ke klášteru. Tehdy se vyznamenal ochočený medvěd Wojtek, patřící generálu Andersovi, který pomáhal nosit munici při nabíjení děl. Po úporných bojích zavlála 18. května nad klášterem vlajka polského státu.

## Následující události
Bitva u Monte Casina skončila spojeneckým vítězstvím, ovšem za velkých ztrát. Němci rozeseli po dálnici množství překážek a jako záložní postavení vybudovali Hitlerovu linii. Ta na rozdíl od Gustavovy nebyla součástí přírodních překážek, ale vybavená těžkým zařízením. 19. května se kanadský sbor ukvapeně pokusil linii prolomit, ale byl odražen. 23. ledna se však znovu vyznamenal Francouzský expediční sbor, který postupně prorazil linii, a současně vyrazily spojenecké síly od Anzia. Heinrich von Vietenghoff stáhnul svou 10. armádu na sever, protože mu hrozilo obklíčení. 25. května ale udělal Mark Clark další fatální chybu, když rozkázal přesměrovat útok od Anzia k Římu, což umožnilo 10. armádě uniknout. 5. června vstoupili Američané bez boje do Říma, ale na severu Němci stihli vybudovat Gótskou linii, a válka v Itálii trvala ještě do jara 1945. Kvůli obraně Cassina Spojenci zanechali Vídeň Sovětům a přispěla částečně i k tomu, že Berlín byl namísto Spojenců okupován Rudou armádou.

## Galerie

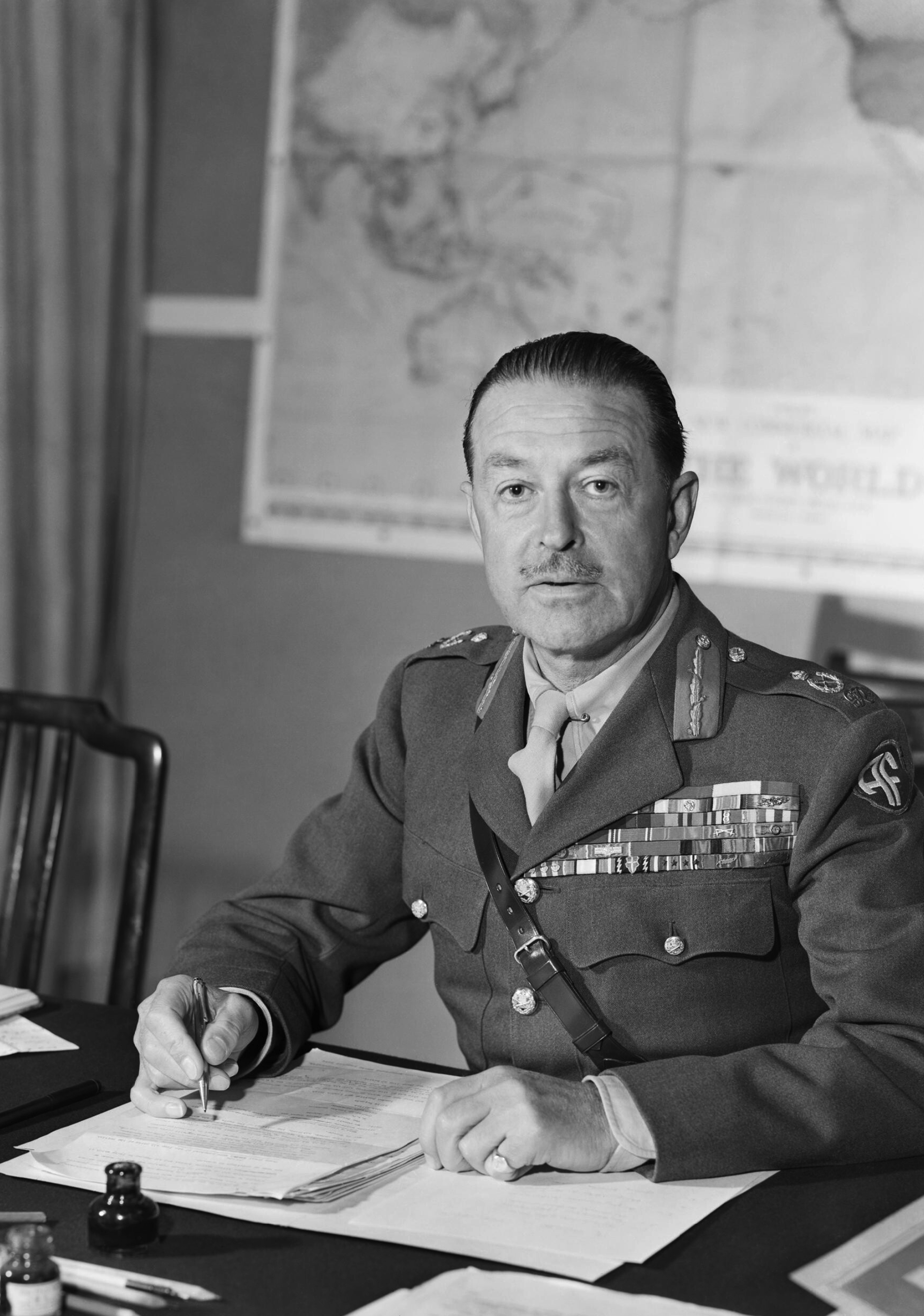
Polní maršál sir Harold Alexander
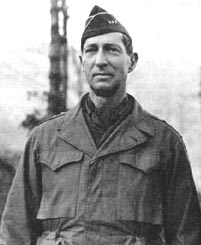
Další vůdce bitvy – Mark Clark
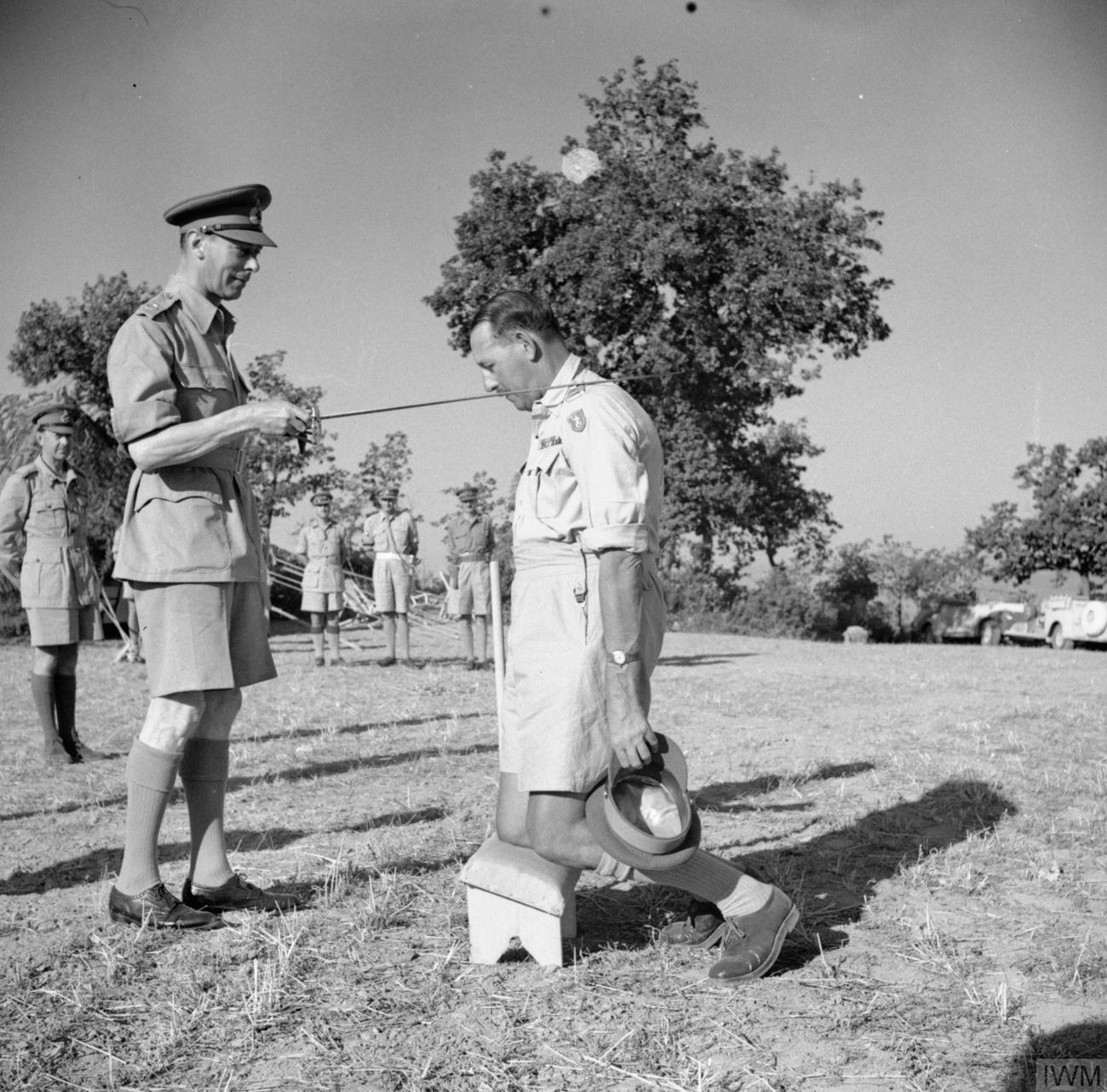
Klečící Leese je pasován na rytíře
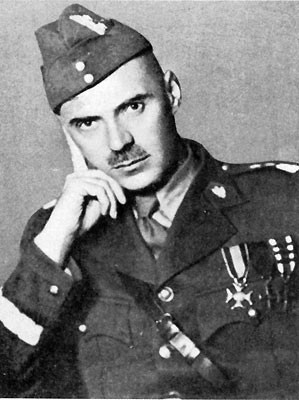
Władysław Anders – velitel polských vojsk v této bitvě
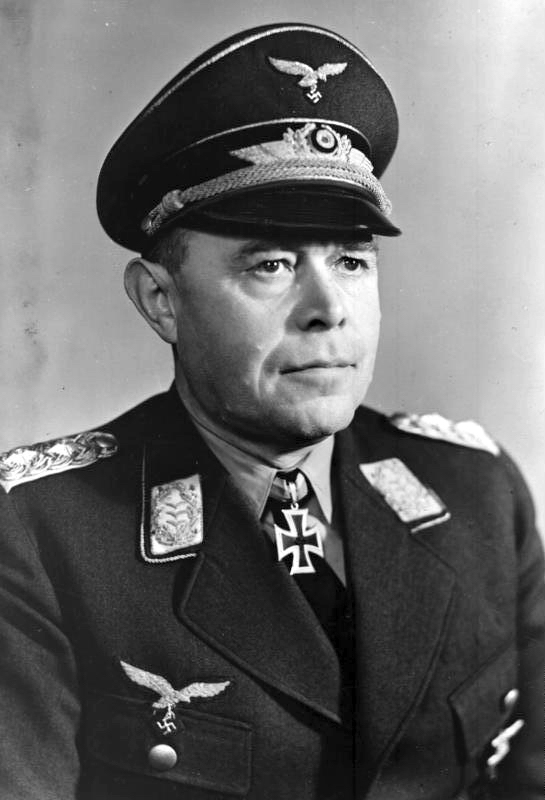
Generál Kesselring